# Maître-chien
 (décembre 2013).
Si vous disposez d'ouvrages ou d'articles de référence ou si vous connaissez des sites web de qualité traitant du thème abordé ici, merci de compléter l'article en donnant les références utiles à sa vérifiabilité et en les liant à la section « Notes et références ».
L'agent de sécurité cynophile ou maître-chien est un professionnel de la sécurité utilisant un chien.

## Les statuts du métier et leurs caractéristiques

### Statut civil
Dans le civil, l'agent de sécurité/maître-chien est employé dans des sociétés privées de gardiennage et de sécurité (surveillance d’immeubles particuliers ou industriels, surveillance de lieux protégés, centres commerciaux…). Il effectue son service principalement la nuit, les week-ends et les jours fériés car il doit assurer les permanences. De plus les lieux d’exercice varient en fonction de la mission à effectuer.
Ils doivent faire preuve de patience. En effet, les missions ne sont pas toujours actives, il arrive que le maître-chien passe des heures debout à surveiller.
En dehors des missions, le chien vit chez son maître.
L’agent de sécurité peut passer le certificat d'agent cynophile par formation continue à l’initiative de l’employeur.
Il existe pour cela plusieurs moyens d'obtenir ce certificat.
Passer dans un centre de formation le CQP cynophile, ou passer le diplôme d'agent de sécurité conducteur de chien d'intervention (ASCCI).
En ce qui concerne la rémunération des maîtres-chiens dans le secteur privé, elle s’élève à 1 200 € pour les débutants, à laquelle s'ajoute obligatoirement, en adéquation avec la convention collective des métiers de la sécurité, plusieurs primes parmi lesquelles :
- une prime d'habillage
- une indemnité kilométrique
- une prime de nuit
- une prime de panier
- une prime de chien.

Il évolue en fonction de la qualification.

### Statut fonctionnaire
Dans la police nationale, le rôle du maître-chien est moindre par rapport aux services de la gendarmerie ou de l’armée de terre. En effet, le chien n’a qu’une fonction : chien de patrouille ou chien de recherche (suivre le chemin laissé par un être humain, recherche de drogue, explosifs…).
Pour pouvoir postuler à une formation, le candidat doit au préalable être reçu au concours de gardien de la paix et satisfaire au minimum à deux ans d’ancienneté dans le poste actif pour pouvoir postuler à un service spécialisé.
En dehors des missions, le chien vit soit au chenil de l’unité cynophile, soit au domicile de son maître. 

### Statut militaire

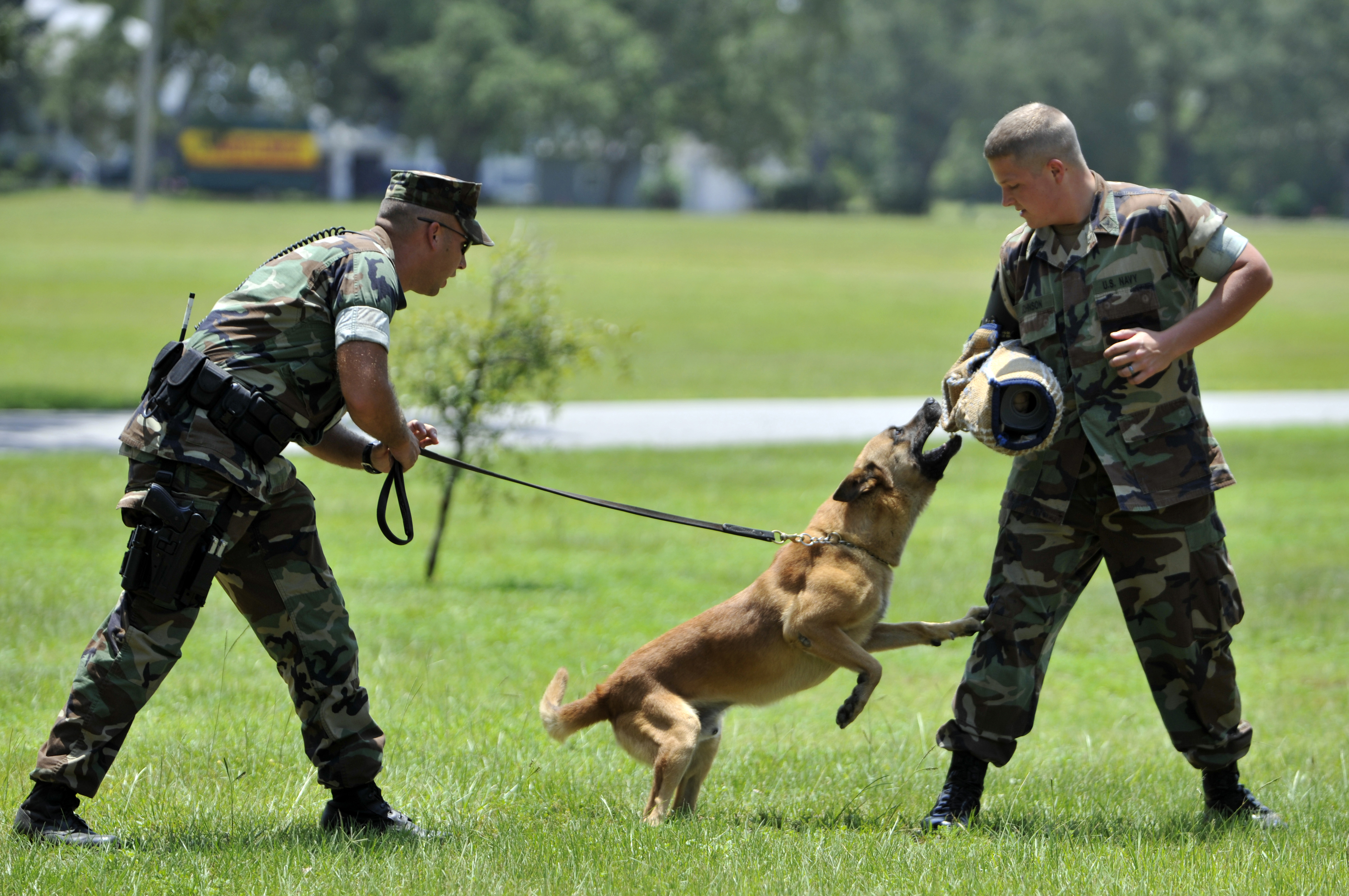
Maîtres-chiens entraînant un berger malinois dans l'armée.

En gendarmerie et dans les armées terre, mer, air, il existe de nombreuses technicités enseignées aux maîtres et à leurs chiens :
- la piste-défense : les chiens doivent  trouver et suivre la trace laissée par une personne disparue ou recherchée, et assurer la défense des personnes ;
- avalanches : ils doivent rechercher les personnes disparues en montagne ;
- garde et patrouille, patrouille éclairage: ils doivent détecter et intercepter des individus en tout  lieux ;
- chien de recherche détection : stupéfiants, de billets de banque, d'explosifs, d'armements et de munitions, spécialité d’olfaction ;
- chien d'intervention : que dans les armées ; l'équipe d'intervention en tout lieux tous milieux et supporte des interventions d'objectif ciblé ;
- d’assaut : les maîtres doivent donner l’assaut sur des personnes retranchées en tous lieux et toutes conditions (s’applique uniquement pour le GIGN) ;
- ils peuvent aussi rechercher des restes humains.

En dehors des missions, le chien vit soit au chenil de la brigade ou régiment à laquelle le maître et le chien sont affectés, soit au domicile de son maître.
Le cursus débute par le recrutement, la mise en condition (dressage initial), et l’entretien des chiens recrutés.
Ensuite les chiens sont sélectionnés, puis les équipes maître et chien sont constituées.
Ensuite commence la formation théorique et pratique des maîtres-chiens.

## Formation et compétences requises
En matière civile, la formation est de 1 ou 2 ans et aboutit à l’obtention d’un diplôme reconnu par l’État. Ces diplômes sont le CAP APS (CAP d’agent de prévention et sécurité) et un BEP APS (BEP agent de prévention et sécurité).  Elle se passe dans une école ou un centre reconnu par l’État. Ce métier s’adresse à toutes personnes  demandeur d’emplois, aucune qualification ou diplôme n’est requis.
Certaines conditions s’imposent : il faut avoir passé sa JAPD (journée d’appel et de préparation à la défense), avoir un casier judiciaire vierge et avoir un chien ou s'engager à en acquérir un selon les critères fournis par le centre de formation.
Pour pouvoir exercer ce métier, il est important avant tout d’aimer les animaux, de savoir faire preuve de patience, de sang-froid, d’avoir une bonne condition physique, et aimer être au service du citoyen.
La durée de formation est d’environ 9 mois de cours et de stage.
À la sortie de l’école de formation, plusieurs possibilités de diplômes sont offertes :
- Certificat d'agent cynophile de sécurité (ou équivalent) reconnu par l'état
- C.A.P. Agent de Prévention et de sécurité
- B.P. Agent de Prévention et de sécurité
- Brevet de secourisme
- Ou une simple attestation de stage

Il existe deux débouchés : maître-chien et agent cynophile de sécurité.
En matière militaire, en gendarmerie, il faut d’abord avoir effectué au moins cinq années en unité opérationnelle. Après cette période probatoire, le candidat peut postuler à une formation de maître-chien. Les sous-officiers de la gendarmerie peuvent suivre trois types de formation :
- Formation de base : Tout d’abord, le candidat peut devenir suppléant de maître-chien, puis conducteur de chien et enfin maître-chien.
- Après avoir effectué cette formation de base, le maître-chien doit faire une formation de technicité pour se spécialiser : moniteur cynophile  « homme d’attaque » ou moniteur cynophile de recherches en avalanches
- Ensuite le maître-chien peut aller plus loin en suivant une formation supérieure de technicien cynophile :
  - Module supérieur de technicien et de gestion
  - Module supérieur de conducteur canin
  - Module supérieur de dresseur instructeur cynophile

Après la formation, le candidat peut obtenir les diplômes suivants :
- Certificat technique du 1° degré « cynotechnie » (module dresseur-chef de cyno-groupe)
- Certificat technique du 2° degré « cynotechnie » (module approfondissement)

Dans la Police Nationale, après avoir réussi les épreuves de gardien de la paix, le candidat est affecté dans une unité cynophile où commence une période d’essai. Elle prend fin lorsqu’un stage de formation est ouvert au Centre National de Formation des Unités Cynophiles de Cannes-Ecluses (Seine-et-Marne) ou bien en Centre régional selon la spécialité.
À ce jour, les centres régionaux ne dispensent que la formation de Patrouille (chiens de défense).
Il existe 2 degrés de qualification (3 mois de formation pour chacune) :
Patrouille : 
1. Conducteur
2. Homme d'attaque (homme assistant)
3. Dresseur
4. Moniteur

Recherche :
1. Assistant technique (facultatif)
2. Conducteur
3. Dresseur
4. Moniteur

### Webographie
- http://www-org.gendarmerie.interieur.gouv.fr/cegn/Autres-pages/Centres/Centre-national-d-instruction-cynophile-de-la-gendarmerie-CNICG
- http://www.chiensderace.com/doc/metiers_formations/maitre_chien.php
- http://www.onisep.fr/Ressources/Univers-Metier/Metiers/maitre-chien
- https://www.morinfrance.com/conseils/s-loi-et-administratif/comment-devenir-maitre-chien-formation-salaire-etudes